# Urinometer

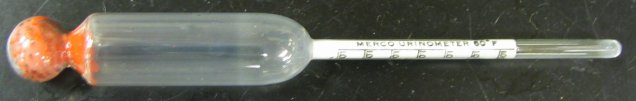
Urinometer

Ein Urinometer ist ein Aräometer zu Bestimmung der Dichte von Urin. Ein typisches Urinometer ist zusammengesetzt aus einem Schwimmer, einem Gewicht und einem Schaft. Der Schwimmer ist ein luftgefülltes Glasrohr, das sich zwischen Gewicht (in der Abbildung links) und dem Stiel (in der Abbildung rechts) befindet.
Ein Urinometer zeigt bei einer bestimmten Temperatur durch Eintauchen in Urinproben das spezifische Gewicht von Urin an und kann an der Skaleneinteilung der Spindel abgelesen werden kann. Das Verfahren ist kaum noch in Gebrauch, doch stellt das spezifische Gewicht weiter die Grundlage für die Eichung von Urinteststreifen und von anderen Verfahren zum Bestimmen der Dichte des Urins dar (z. B. Leitfähigkeit des Urins).